# Гаргантюа и Пантагрюел
„Гаргантюа и Пантагрюел“ (на френски: Gargantua et Pantagruel) е поредица от пет свързани по между си романа, които са написани през 16 век от френския писател Франсоа Рабле. Първата книга е издадена през 1532 година. Последната излиза няколко години след смъртта на Рабле. Романите са пародийна сатира, написани с леко грубоват хумор. Романите са публикувани в продължение на 32 години: 1532, 1534, 1545, 1552 и 1564 година. Първоначално Рабле пише втората част на романа. Тя има огромен успех сред читателите и след това той продължава с написването на другите книги от поредицата.

## Сюжет
Внимание:  Текстът по-долу разкрива сюжета на произведението (или части от него)!
Един от главните герои в романа „Гаргантюа и Пантагрюел“ е Пантагрюел. Той е син на 524-годишния Гаргантюа и Бадбек, която също е с голям ръст и бихме могли да наречем великанка. Героят на романа се ражда през година на голяма суша – което би могло да обясни и името му. Първоначално по този начин се казва едно дяволче от средновековните мистерии, което кара човек да се чувства жаден. Рабле кръщава с името на дяволчето сина на великана Гаргантюа. В поредицата Пантагрюел е представен като хармонична и всестранно развита личност. Той вярва в природата, разума и човека. Уравновесен и мъдър, той е монарх на страната Утопия. Отнася се спокойно и доброжелателно към всичко около себе си. Носител е на една интересна и особена жизнена философия, която писателят определя и нарича „пантагрюелизъм“. Още като дете Пантагрюел извършва куп велики дела, които без проблем бихме могил да наречем подвизи. Едно от които е например, че излиза от люлката си и разкъсва на парчета огромна мечка, без това да представлява някаква трудност за него. Юношата Пантагрюел обикаля из университетите, събирайки знания и се запознава и изучава различни науки. В Париж получава известното писмо на Гаргантюа и среща Панург. Чрез научните спорове и диспути, в които е много добър и няма равен, става известен и прочут. А способността му да решава трудни юридически казуси допринася за това. След това Пантагрюел напуска Париж, с цел да воюва с краля на дипсодите, който се опитва да превземе Утопия. Успява да ги победи заедно с още триста великани, които са облечени с каменни ризници. В четвъртата и петата книга Пантагрюел и спътниците му извършват необикновено пътешествие до оракула на Божествената Бутилка.
Сюжетът на романа не е измислен, а е изграден въз основа на народната книга – творба на безименен автор, в която се разказва за „преужасните“ приключения на Пантагрюел и неговия баща Гаргантюа. По това време съществуват много устни разкази за тези великани и запознавайки се с този сюжет Франсоа Рабле решава да напише нейно продължение и да го публикува като авторско. Използвайки тази основа, той разширява и задълбочава сатиричните елементи, като привнася дълбоко хуманистично съдържание. Рабле нарича себе си извлекател на квинтесенции /извлекател на същности/ и си играе със скритите значения. Главно две неоценими качества в народната книга са му направили впечатление – бодрият смях, макар и грубоват на редица места и оптимизма на френския народ, с който той посреща страданията и трудностите в живота. Второто обстоятелство, което го заинтригува е изключителността на героите. Той оприличава книгата си със силените /смешните кутийки/, в които те ще открият „балсам, сив янтар, амом, мускус, цибетова мас, драгоценни камъни и още много подобни на тях неща“. Рабле сам предупреждава своите „добри ученици и прочее веселяци“, че не трябва да си създават прибързано мнение за една книга само по „външния показател /заглавието/“, а под „глумите, веселите басни и занимателните лъжи“ да търсят и „вникват в същината на нещата“. Рабле пише още: „За човешките творения не бива да се съди с такава лекота. Ето защо вие трябва да разтворите тази книга и внимателно да прецените онова, за което се говори в нея. Само тогава ще си дадете сметка, че подправката струва далеч повече, отколкото е обещавала кутийката, или с други думи, че въпросите, които тя разглежда, съвсем не са така повърхностни, както заглавието е дало основание да се предполага.“ Авторът правилно е разбрал, че романът ще бъде достоен за народа, ако му направи силно впечатление. Затова великанският ръст на героите, техните изключителни действия и постъпки и оригиналността на образите им не е недостатък, а точно обратното – предимство. Но Рабле няма за цел само и единствено да разсмива и забавлява читателя. Той иска зад насмешката хората да открият дълбок смисъл. Затова във встъплението си към първата част той пише: „Не трябва лекомислено да се отнасяте към творението на човешката ръка... Затова разтворете моята книга и хубавичко се замислете върху това, което се говори в нея... Не се вслушвайте само в песните на сирените, а добре я изтълкувайте в нейния по-висок смисъл“.

## Тълкуване и идеи на романа
Френският ренесансов писател Франсоа Рабле обхваща изцяло своята епоха и в неговото произведение отражение намират важни обществено-политически събития, ситуации и конфликти от личен или обществен характер. Като най-важен в романа изпъква проблемът за човека, който е изобразен от гледна точка на хуманизма. Според автора човек не се ражда само добър или само лош. Животът е този, който по-късно го дооформя като личност. „Човек струва толкова, колкото сам себе си цени“ – казва на едно място Пантагрюел. Рабле също знае, че е необходим ръководител на човека в живота, но според него е необходимо правилно, естествено и ново възпитание, съобразно с човешката природа. Франсоа Рабле вярва и в науката и включва в романа и отношението си към нея. Песен за познанието той е излял в писмото на Гаргантюа до Пантагрюел, който се учи в Париж: „Сега науките са възстановени, възродени са езиците: който не знае гръцки, не може да се нарече учен – също така еврейски, халдейски, латински....Жените и девойките – и те се стремят към знания – този източник на слава, тази манна небесна“. За Рабле новото време има нужда от нови хора, образовани и възпитани по нов начин, а именно в духа на хуманизма. Авторът изразява в романа и отношението си към войната и към мира като принципи, назовавайки причините или по-скоро – глупавите поводи за феодалните войни. В писмо да Гаргантюа баща му пише: „Аз нямам намерение да разпалвам, но да омиротворявам; не да нападам, а да се отбранявам, не да завоювам, но да защитавам моите верни поданици“.
Ясно проличава, че Рабле не е безусловен противник на всяка война – има различни войни. Той отрича нападателните, хищническо-грабителските войни и оправдава войните, които имат отбранителен характер и според него има смисъл от такива войни.

## Първа книга
Заглавието и е „Повест за потресаващия живот на ВЕЛИКИЯ ГАРГАНТЮА, баща на Пантагрюел /оригиналното заглавие е „La vie très horrificque du grand Gargantua, père de Pantagruel“/, съчинена някога от метр Алкофрибас, извлекател на квинтесенции“. Тази част се появява две години след книгата за Пантагрюел, която е подредена в окончателния вариант на романа на Рабле като втора. Затова авторът прибавя подзаглавието „Книга, изпълнена с пантагрюелизъм“.

## Втора книга
Рабле я озаглавява с гръмкото, пародиращо патетиката на модните рицарски романи, заглавие „Пантагрюел, крал на дипсодите, показан в истинския му вид с неговите подвизи и дела /Творение на покойния Алкофрибас, извлекател на квинтесенции/“. Оригиналното заглавие е „Pantagruel roy des dipsodes restitué à son naturel avec ses faictz et prouesses espoventables“.

## Трета книга
Книгата е озаглавена „За героичните дела и слова на славния Пантагрюел“. В последните три книги Рабле се връща към историята на Пантагрюел. Третата книга, с оригинално заглавие Le tiers livre des faicts et dicts héroïques du bon Pantagruel разказва за Пантагрюел и неговия приятел Панюрж, който не прави нищо друго освен да разсъждава над мотивите за и против това да се ожени, без обаче да стига до резултат. Книгата завършва с началото на едно морско пътуване, което има за цел намирането на оракула на божествената бутилка, който трябва изясни въпроса за женитбата.

## Четвърта книга
Морското пътуване трае през цялата четвърта книга. Оригиналното заглавие е Le quart livre des faicts et dicts héroïques du bon Pantagruel По време на това пътуване Пантагрюел среща много необикновени персонажи.

## Пета книга
В края на петата книга / която е с оригинално заглавие Le cinquiesme et dernier livre des faicts et dicts héroïques du bon Pantagruel / божествената бутилка най-накрая е намерена.

## Основни персонажи
В творбата си Рабле е осмял и взел отношение за много неща и явления. Осмял е всичко низко и античовешко в своята епоха. Създал е стотици карикатурни образи. Жив и колоритен е например образът на брат Жан. За пръв път този герой се появява в романа при нападението на Пикрошоловите бандити. По време на ограбването и опустошаването на манастира Селш, само брат Жан не изгубва присъствие на духа и сам излиза на борба против хилядите врагове. „13 622 неприятелски войници загиват от ръката на храброто калугерче“ – пише Рабле с присъщия му художествен начин на изразяване. Най-важното в тези епизоди обаче не е фантастичната постъпка на „калугерчето“, която може да се определи като невероятна художествена измислица, а по-важно в случая е неговото отношение към хората и живота, мечтите и идеалите му. Рабле създава героя си с любов и уважение. Не пропуска да скрие и неговите недостатъци и слабости. И тук е заложил на хумора и шегата. Ето как Рабле рисува своя герой: „Той беше млад, здрав момък, винаги весел, готов на всякакви дяволии, смел, ловък като дявол, гласовит като петел, със забележителен нос. Той така ловко издънкваше литургиите, че понякога монасите не успяваха и челото си да прекръстят и току виж службата се свършила. Накратко казано, той беше такъв монах, какъвто светът не е виждал.“
Във втората книга излиза на сцената един нов герой, който присъства до края на романа – това е Панюрж Плебей. По произход не е свързан с нито една обществена група. Панюрж се отнася с пренебрежение както към феодално-аристократическия, така и към буржоазния и църковно-християнския морал. Той има своя оценка и мнение за хората и явленията, свой морал, който е в непримирима вражда с етиката на господстващата класа. Панюрж притежава някои от чертите на брат Жан: умен е, находчив, обича виното и веселието. Има обаче и негативни качества и слаби страни: побойник е, размирник, със слабо развито обществено чувство. Той знае 70 начина за добиване на пари, от които най-простият е да бърка в чужди джобове, но предпочита по-изтънчените, при които ще блесне със своята находчивост (случаят с продавачите на индулгенции).
Брат Жан е любимец на Рабле, но и към Панюрж авторът не скрива своите симпатии. Двамата герои са създадени с качества на обикновени личности. И по телесния си вид например те не се отличават от другите хора.
Гаргантюа и неговият син Пантагрюел са представени като гиганти, великани. Всичко у тях е гигантско, но въпреки това те не са абстрактни образи, образи-схеми. И на тях не им е чуждо нищо човешко. Затова може да ги възприемем по-скоро като живи човешки същества. При идейно-естетическото им тълкуване обаче трябва да се вземе предвид нещо друго – те са изразители на авторовите философско-етични концепции. Това важи особено за Пантагрюел. Пантагрюел – това е самият Рабле, с неговия жизнен и исторически оптимизъм, с неговата вяра в човека и в доброто, заложено в човешката душа.
Смехът – това е трудно видимият герой в творбата на Рабле. Писателят си служи и с лекия хумор, и с тънката ирония, и с алегоричното подсказване, и с острия сарказъм. В негово лице виждаме писател войник на правдата, писател боец, който се бори срещу всичко, което замърсява човека.

## Превод на български език
Първият пълен превод в България на „Гаргантюа и Пантагрюел“ без проблем може да наречем културно събитие. В България е позната една детска адаптация на произведението, появила се през 40-те години на ХХ век. Тя е богато илюстрирана от Гюстав Доре. Двутомното издание на „Народна култура“ разкрива действителната художествена мощ на тази сатирична енциклопедия, благодарение на превода на Дора Попова. Поради особеностите на своя език и стил „Гаргантюа и Пантагрюел“ се поддава трудно на адекватен превод. Известният руски литературовед А.Н. Веселовски смята дори, че творбата е непреводима на чужди езици.